# JuJu Chan
JuJu Chan (nacida el 2 de febrero) es una actriz, cantante, modelo y deportista de taekwondo (ITF) hongkonesa. Además ella también es una reconocida deportista y practicante de Kung Fu. Fue ganadora de un concurso de belleza del certamen de "Miss Chinatown" en el 2009. Tras su participación era conocida como la "Mujer Bruce Lee", sobre todo por los medios de comunicación de Hong Kong. Como actriz participó en su última película titulada "Crouching Tiger Hidden Dragon 2: The Green Legend (que fue estrenada el 28 de agosto de 2015).

## Discografía
- 5 de diciembre de 2011: 《I Wanna Hold Your Heart》

Fecha de lanzamiento: 11 de diciembre de 2011
Canciones：
1. 那些年的我們
2. 好勝
3. 瞬間救地球
4. I Wanna Hold Your Heart

## Filmografía
| Año  |  | Título                                             | Título chino                                       | Personaje                       | Notas |
| ---- |  | -------------------------------------------------- | -------------------------------------------------- | ------------------------------- | --- |
| 2008 |  | The Other End of the Gun                           |                                                    | Sabrina (Suppopapel secundario) | Presentada en el Festival de Cannes 2009                                                                                                   |
| 2009 |  | LUMINA                                             |                                                    | Lumina Wong (Protagonista)      | |
| 2009 |  | Found and Lost (cortometraje)                      |                                                    | Eva (Protagonista)              | Lead role, Audience Choice Award at the 48 Hour Film Project (HK) screenings                                                               |
| 2009 |  | Gong Neui! (short)                                 | 港女!                                              | Princesa (protagonista)         | También productora |
| 2009 |  | Rich Mate Poor Mate                                | 窮富翁大作戰                                       | JuJu (ella misma, 選美天后)     | RTHK reality TV series, documentary |
| 2010 |  | Joggers                                            |                                                    | JuJu (papel secundario)         | |
| 2010 |  | Unconditional Love (acción)                        |                                                    | Julie (papel secundario)        | Luchadora de Kung Fu |
| 2010 |  | Vela 724 (sci-fi action promo)                     |                                                    | Princess (Protagonista)         | |
| 2012 |  | "The Young Bóxer" (acción)                         | 《詠春小龍》                                       | Hermana de Bruce Lee            | |
| 2012 |  | "Palace of the Damned" (horror)                    |                                                    | Ping Wei (Main Cast)            | Producida por Roger Corman, Dirigida por Antony Szeto                                                                                      |
| 2012 |  | "Hit Girls" (comedia, acción)                      | 《职业女杀手》                                     | Pixie Ho (Protagonista)         | Producida por Phoenix Eye Transmedia en colaboración con Fideo Films y Jusmedia, Dirigida por Adrian Castro                                |
| 2013 |  | Fist of the Dragon (acción)                        | 《猛龍追擊8小時》                                  | Meili (actriz principal)        | Producida por Roger Corman, Dirigida por Antony Szeto                                                                                      |
| 2014 |  | "Kung Fu Quest 3"                                  | 《功夫傳奇 3》                                     | Principal                       | Producida por RTHK, Dirigida por Lee Chun                                                                                                  |
| 2014 |  | "Sports Like No Other"                             | 《別有動天 第 14 集 演員與跆拳道運動員之間的矛盾》 | Principal                       | Producida por TVB |
| 2015 |  | "Crouching Tiger, Hidden Dragon: Sword of Destiny" | 《臥虎藏龍2》                                      | Silver Dart Shi                 | Producida por The Weinstein Company, Dirigida por Yuen Woo Ping                                                                            |
| 2019 |  | Wu Assassins                                       | 吴刺客                                             | Zan Hui                         | Serie. De momento Temporada:1 episodio:9                                                                                                   |
| 2021 |  | Venganza a Golpes                                  | 擊敗復仇                                           | Zan Hui                         | Se estrenó 17 de febrero de 2022, presentándose básicamente como una continuación de la serie de acción sobrenatural llamada Wu Assassins. |

## Autor
| Año  | Título                                      | En Chino       | Editorial         |
| ---- | ------------------------------------------- | -------------- | ----------------- |
| 2010 | To Live a Beautiful Life                    | 美麗是活出來的 | 青馬              |
| 2011 | Rich Mate Poor Mate                         | 窮滋味         | Enrich Publishing |
| 2013 | Food & Ordering at a Restaurant             | 點菜英文       | Red Publish       |
| 2014 | Food & Ordering at a Restaurant (2nd Print) | 點菜英文       | Red Publish       |